# 量子信息科学
量子信息科学是一个研究领域，该领域是基于信息科学是依托物理的量子效应而存在的理念而建立的。它涵盖的理论问题在，计算模型和其它更多的量子信息能解决和不能解决的量子物理实验性课题。量子信息理论这个术语有时会被用到，但是它无法涵盖该领域的实验性的研究这一部分。

## 参見
- 量子计算
- 量子技術